# Psychotria ledermannii
Psychotria ledermannii är en måreväxtart som först beskrevs av Kurt Krause, och fick sitt nu gällande namn av Estrela Figueiredo. Psychotria ledermannii ingår i släktet Psychotria och familjen måreväxter. Inga underarter finns listade i Catalogue of Life.